# 岬優花
岬 優花（みさき ゆうか、4月9日 - ）は、日本の女性声優。福島県出身。カレイドスコープ所属。旧名は松崎 優香。

## 経歴
東京アニメーター学院卒業。
かつては松崎優香名義でトリアスに所属していた。2017年10月よりカレイドスコープに所属し、所属に伴って現芸名に改名した。

## 出演
太字はメインキャラクター。

### テレビアニメ
- えむえむっ!（2010年、女子生徒B、友人、店員、アナウンス、MFCメンバー、天の声）[3]
- キッズステーション「ポーリーポケット」（2012年、ライラ、オウム、男の子）
- 牙狼〈GARO〉-VANISHING LINE-（2017年 - 2018年、ミア、少女、子供B）
- THE GOD OF HIGH SCHOOL ゴッド・オブ・ハイスクール（2020年、眼帯の女）

### ゲーム
- 妖怪百姫たん!（沼御前、火間虫入道）[4]
- コズミックブレイク2（サフィーナ）
- 爽快麻雀！イーシャンテン（門前栞）
- アイコレ！（真白ゆか）

### 外画
- ゼウスのハロウィン～お化け屋敷で大騒動～（シェリー、ポメラニアン、女性、子供）

### ナレーション
- 福島ラーメン組っ!（西ノ内ちゃちゃ。）[5]
- 赤ちゃんロボット「スマイビ」企業PV
- コラボグラスOA 企業PV

### その他
- DVD 名作アニメシリーズ キャスパー（キャスパー）[1]
  - DVD 名作アニメシリーズ バッタ君町に行く（赤ん坊、虫）
- ふくしまFM「FMラーメン組っ!」
- ライブ音声 「yucat PARALLEL LIVE」パラレルワールド事務局
- ふくしまFM「ここからモーニング」
  - ふくしまFM「NARU☆NOA！」
- ガールズアトラクション 場内アナウンス
- TVドラマ 「地獄先生 ぬ～べ～」（生徒）
- 新刊JP ラジオドラマ「鹿の王」（ユナ）
- 「CR@ほぉ～むカフェ」（ラム、アナウンス）
- ワシントンホテル モーニングコール